# Место читања хатишерифа из 1830. године на Ташмајдану
Место читања хатишерифа из 1830. године на Ташмајдану налази се у непосредној близини цркве Светог Марка и представља историјско сведочанство развоја српске државности.  Кнез Милош је захтевао да се овај акт јавно прочита баш на велики руски празник Светог Андреја, подсећајући Турке да су на тај дан 1806. устаници предвођени Карађорђем освојили Београд. На пољу близу Ташмајдана, направљена је висока хумка насута земљом на коју је постављена трибина, обавијена чохом црвене боје и застрта шареним ћилимима са које је хатишериф прочитан.  Такође по кнежевом налогу, место читања је ограђено непосредно након догађаја, што потврђује да је у то време постојала свест о важности овог политичког и правног акта за српску историју. 
Хатишерифом султана Махмуда Србија је добила унутрашњу аутономију, Милош Обреновић је проглашен за кнеза, а Србима је омогућена слобода вере и право избора митрополита. На основу овог документа створена је нова државна организација и започет је развој државно-правних институција што је водило ка потпуном осамостаљивању Кнежевине Србије.